# Алькасаба
Алькаса́ба (араб. القصبة‎, al-qaṣbah — цитадель) — это сооружение или крепостное укрепление городского типа, служившее резиденцией правителя; предположительно их возводили для защиты определённой местности, размещая на её территории специальный гарнизон, который зачастую населял небольшой военный квартал с жилыми постройками и коммуникациями. Обычно они были связаны с алька́сарами или замками, прилегающими к одной из сторон, и, несмотря на независимость этих сооружений от алькасаб и остального города, в случае осады все искали убежища за стенами цитаделей.
В Аль-Андалус в период с VIII по XV вв. было построено огромное количество алькасаб, таких как Алькала-ла-Реаль, Альмерия, Антекера, Бадахос, Гранада, Хаэн, Гуадикс, Лоха, Лорка, Мерида и другие. Алькасабы представляли собой не только оборонительную систему против внешних врагов, но также защиту от внутренних восстаний, обеспечивая возможность длительного сопротивления даже в случае взятия защищаемого ею города.
Из сохранившихся крепостей времён мусульманской Испании наиболее примечательной считается Алькасаба Малаги, которая, будучи окружённой двойным рядом укреплённых стен и располагающей большим числом оборонительных сооружений, согласно архитектору-реставратору Леопольдо Торресу Бальбасу, является образцом военной архитектуры периода Тайфы XI века, в сравнение с которым можно поставить лишь замок Крак-де-Шевалье — крепость, возведённую в Сирии крестоносцами в период XII—XIII в.в.

## Обзор алькасаб с исторической точки зрения

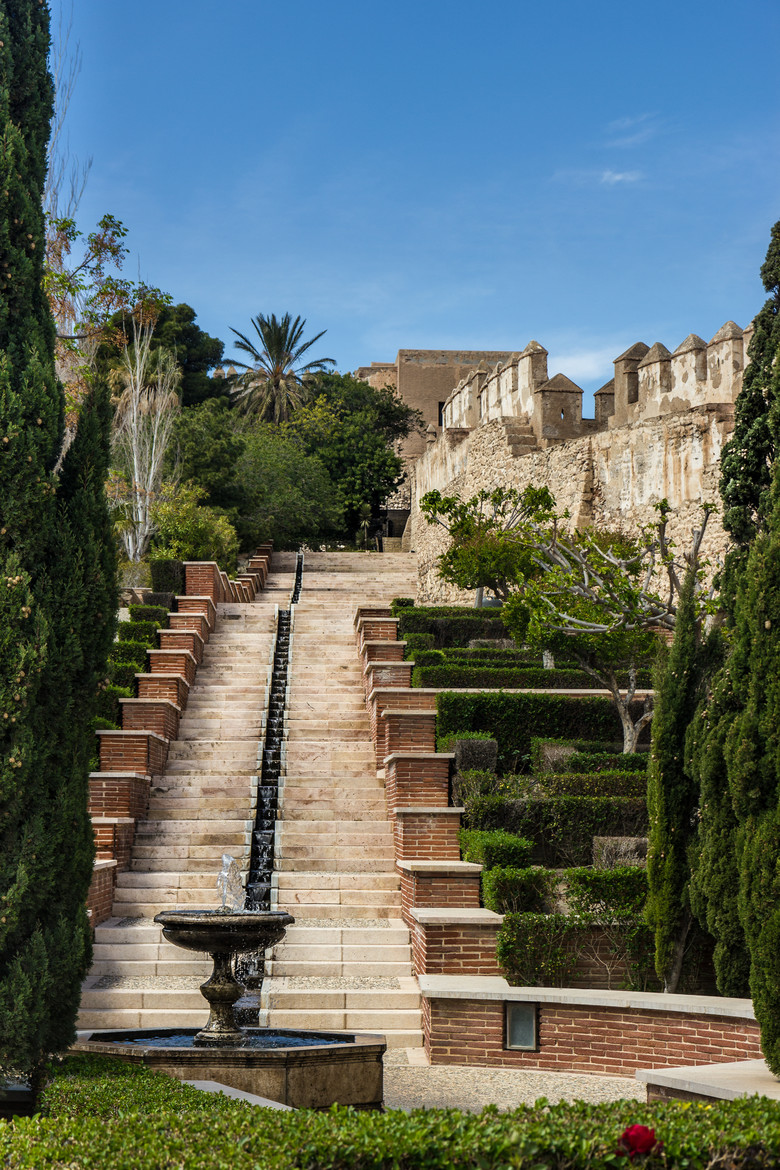
Сад алькасабы в городе Альмерия, Испания

Неизвестно ни одного завоевания важного мусульманского поселения, после которого не было бы упоминания о сокровищах, хранившихся в алькасабе. Каждый взятый во время реконкисты мусульманский город высокой значимости имел в распоряжении этот вид укреплений: Ко́рдова, Севилья, Валенсия, Сарагоса, Малага, Гранада. Кроме того, африканские форты, завоёванные в Оране кардиналом Сиснеросом и в Тунисе императором Карлом V, также считаются алькасабами. Хронист Пруденсио де Сандоваль пишет о кампании в Тунисе:
Император уехал, как только ему сдали Алькасабу, где находились сокровища короля Хасема, среди которых была большая дорогостоящая библиотека с книгами, обложки и страницы которых были оформлены всевозможными драгоценностями и стоили непомерную сумму, аптека с отборной коллекцией ароматов и парфюмов, а также лавка с ценными красками, такими как кармин, лазурь или Алаксури - добыча, показавшаяся правителю более чем достаточной.
В XIX веке, после завоевания французами под командованием маршала Бурмона города Алжира с прилегающими территориями, в качестве жеста подчинения победителям были отданы ключи от нескольких фортов, в том числе от Алькасабы, возведение которой датируется XVII веком. Последний правитель Алжира Гусейн-паша, опасаясь трагической судьбы своих предшественников, покинул дворец и спрятался вместе со своим гаремом и казной за стенами Алькасабы, установив повсюду оборонительные пушки и запретив приближаться к ней даже турецким военным. Французы вторглись в Алжир 4 июля 1830 года, а на следующее утро заняли крепость, которую дей к тому времени уже покинул. Ключи же от крепости, где оказались собраны богатства, были вручены камодаром (министром жилищного фонда) действующей от имени маршала комиссии, которая позже произвела инвентаризацию всех ценностей.